# Zethes sagittula
Zethes sagittula är en fjärilsart som beskrevs av Heyden. 1891. Zethes sagittula ingår i släktet Zethes och familjen nattflyn. Inga underarter finns listade i Catalogue of Life.